# Adenia dolichosiphon
Adenia dolichosiphon är en passionsblomsväxtart som beskrevs av Hermann August Theodor Harms. Adenia dolichosiphon ingår i släktet Adenia och familjen passionsblomsväxter. Inga underarter finns listade i Catalogue of Life.